# De tegenspeler
De tegenspeler is een hoorspel naar het verhaal Fool’s Mate van Stanley Ellin dat in 1951 in Ellery Queen’s Mystery Magazine verscheen. Op 29 februari 1964 zond de Saarländischer Rundfunk dit verhaal in hoorspelvorm uit onder de titel Mr. Hunekers Damenopfer (Das Huneker-Gambit). De KRO bracht het op vrijdag 2 oktober 1987
De regisseur was Johan Dronkers. Het hoorspel duurde 26 minuten.

## Rolbezetting
- Wim Kouwenhoven

## Inhoud
Georg Huneker is een kleine bediende in een bank. Hij heeft een vrouw die altijd maar klaagt en haar man in vertwijfeling brengt. Huneker verstikt in deze kleinburgerlijke wereld, tot hij van een collega een schaakspel krijgt. Nu speelt Huneker schaak. Hij koopt schaakboeken, speelt beroemde partijen van grote meesters na, maar hij speelt steeds alleen. Daarom beeldt hij zich een tegenspeler in en spreekt met hem, tot de onzichtbare partner macht over hem krijgt. Dit macabere spel, begeleid door het gemopper van de vrouw, wordt steeds intenser, tot op een dag de suggestie van de andere stem zo indringend wordt, dat Huneker niet anders meer kan dan zijn vrouw doodslaan nadat ze zijn schaakstukken omvergegooid heeft. Als de politie verschijnt, vindt ze een gestoorde persoon die zich niet eens zijn naam herinnert, maar zichzelf “Wit” noemt, de schaakkleur die "de andere stem" in alle partijen tegen hem heeft gespeeld…